# Список бронетехніки Швеції Другої світової війни

Прапор Швеції

Список бронетехніки Швеції Другої світової війни — це перелік бронетехніки Швеції, виробленої не тільки у період Другої світової війни, але і в передвоєнний час, яка використовувалася на ранній стадії війни. Дослідні і не поставлені у серійне виробництво зразки не ввійшли в даний список.

## Малий танк
| Тип       | Зображення | Прийнятий на озброєння | Кількість випущених, шт. | Примітки                                                                                    |
| --------- | ---------- | ---------------------- | ------------------------ | ------------------------------------------------------------------------------------------- |
| Strv m/37 |            | 1938                   | 48                       | Розроблений на базі танкетки AV-IV чехословацької фірми CKD-Praga за шведським замовленням. |

## Легкий танк
| Тип       | Зображення | Прийнятий на озброєння | Кількість випущених, шт. | Примітки |
| --------- | ---------- | ---------------------- | ------------------------ | --- |
| Strv m/31 |            | 1935                   | 3                        | Всього за час серійного виробництва в 1930–1932 роках було випущено 3 Strv m/31. |
| Strv m/38 |            | 1939                   | 216                      | В шведській армії Strv m/38 залишався на озброєнні до середини 1950-х років, також кілька танків після закінчення Другої світової було продано у Домініканську Республіку, де вони залишалися на озброєнні армії до 2003 року. |
| Strv m/41 |            | 1941                   | 220                      | Являв собою ліцензійний варіант чехословацького танку LT vz.38. |

## Середній танк
| Тип       | Зображення | Прийнятий на озброєння | Кількість випущених, шт. | Примітки                                                         |
| --------- | ---------- | ---------------------- | ------------------------ | ---------------------------------------------------------------- |
| Strv m/42 |            | 1943                   | 282                      | Розроблений в 1941–1942 роках на основі легкого танку Strv m/40. |

## Самохідна артилерійська установка
| Тип      | Зображення | Прийнятий на озброєння | Кількість випущених, шт. | Примітки                                               |
| -------- | ---------- | ---------------------- | ------------------------ | ------------------------------------------------------ |
| Sav m/43 |            | 1943                   | 36                       | Створений в 1943 році на базі легкого танку Strv m/41. |

## Бронетранспортер
| Тип      | Зображення | Прийнятий на озброєння | Кількість випущених, шт. | Примітки |
| -------- | ---------- | ---------------------- | ------------------------ | --- |
| SKP m/42 |            | 1943                   | 262                      | Розроблений в 1942 році на шасі свого комерційного тритонного повнопривідного вантажного автомобіля F11, також у виробництві використовувалися шасі з Volvo TLV. |

## Бронеавтомобіль
| Тип           | Зображення | Прийнятий на озброєння | Кількість випущених, шт. | Примітки |
| ------------- | ---------- | ---------------------- | ------------------------ | --- |
| Landsverk 181 |            |                        | 48                       | Був розроблений в 1933 році фірмою Landsverk на базі комерційного вантажного автомобіля Mercedes-Benz G 3a/P та призначався для експортних поставок. |
| Pbil m/39     |            | 1939                   | 48                       | Важкий бронеавтомобіль періоду 1930-х років. |